# The Hospital
The Hospital is een Amerikaanse zwarte komedie uit 1971 onder regie van Arthur Hiller. Centraal hierin staat een ziekenhuis in New York waarin zoveel aandacht is voor regeltjes en bedrijfsvoering, dat de werknemers en patiënten niet meer dan anonieme cijfertjes en nummertjes vormen in het geheel.
The Hospital won zowel een Oscar, een Golden Globe als een BAFTA Award voor het scenario. George C. Scott werd eveneens genomineerd voor een Oscar, hoewel hij het jaar daarvoor de Oscar voor zijn rol in Patton afwees (hij verloor ditmaal van Gene Hackman). De film werd in 1995 opgenomen in het National Film Registry.

## Verhaal
Dr. Herbert Bock (George C. Scott) is een depressieve dokter in een ziekenhuis waar hij praktijkles geeft aan artsen in opleiding. Hij is net gescheiden van zijn vrouw en loopt rond met zelfdmoordgedachten, maar besluit dat zijn werkzaamheden in het ziekenhuis voorlopig zinvol genoeg zijn om er geen eind aan maken. Bocks geloof in zijn bezigheden wordt vanaf het begin van de nieuwe dag niettemin danig op de proef gesteld.
Direct bij aankomst blijkt Dr. Schaefer (Lenny Baker) die nacht overleden. Die zag namelijk zijn kans schoon om seks te hebben met een stagiaire in het bed dat was vrijgekomen doordat patiënt Guernsey (Roberts Blossom) de voorgaande dag overleed. Er werken alleen zoveel verpleegkundigen in het ziekenhuis, dat veel van hen niet alle dokters herkennen. Ook was het overlijden van Guernsey nog niet verwerkt in de papieren. Een verpleegkundige ging daarom die nacht naar diens bed om hem aan te sluiten op een insuline-infuus, maar zag niet dat daarin Dr. Schaefer lag te slapen in plaats van Guernsey. Daarom sloot ze het infuus aan op de arm van de arts, die leed aan suikerziekte en die het infuus daarom fataal werd.
Een woedende Bock gaat op onderzoek uit om uit te vinden hoe dit heeft kunnen gebeuren, maar al vlot beginnen er meer doden te vallen. Ditmaal onder de artsen en het verplegend personeel. Er lijkt een seriemoordenaar actief die probeert onopvallend de rij doden te laten oplopen. Met zorgen hierover al aan zijn hoofd, wordt Bock 's nachts naar het bed van een comateuze patiënt geroepen. Er staat een halfnaakte Indiaan aan zijn bed bezweringen te schreeuwen om hem wakker te krijgen. Hoewel er op dit uur geen bezoekers zijn toegestaan, overtuigt zijn dochter Barbara Drummond (Diana Rigg) Bock om haar vader te laten begaan. Het duurt volgens haar maar enkele minuten en als het niets uithaalt kan het ook geen kwaad. Bock valt direct als een blok voor haar.

## Rolverdeling
| Acteur             | Personage     |
| ------------------ | ------------- |
| George C. Scott    | Dr. Bock      |
| Diana Rigg         | Barbara       |
| Barnard Hughes     | Drummond      |
| Richard Dysart     | Dr. Welbeck   |
| Stephen Elliott    | Dr. Sundstrom |
| Andrew Duncan      | William Mead  |
| Donald Harron      | Milton Mead   |
| Nancy Marchand     | Mrs. Christie |
| Jordan Charney     | Hitchcock     |
| Roberts Blossom    | Guernsey      |
| Katherine Helmond  | Marilyn Mead  |
| Frances Sternhagen | Mrs. Cushing  |
| Robert Walden      | Dr. Brubaker  |